# Maria-Adelheid (Luxemburg)

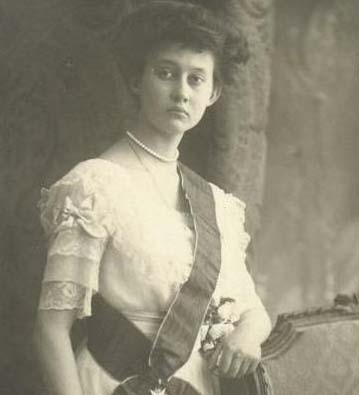
Großherzogin Maria-Adelheid von Luxemburg

Maria-Adelheid von Nassau-Weilburg (französisch Marie-Adélaïde Thérèse Hilda Wilhelmine de Luxembourg) (* 14. Juni 1894 auf Schloss Berg in Luxemburg; † 24. Januar 1924 auf Schloss Hohenburg bei Lenggries, Bayern) war von 1912 bis 1919 Großherzogin von Luxemburg sowie Herzogin von Nassau. Ihre vermeintliche Unterstützung der deutschen Besetzung Luxemburgs während des Ersten Weltkriegs führte zu ihrer Unpopularität in Luxemburg sowie in Frankreich und Belgien. Sie dankte im Januar 1919 zu Gunsten ihrer jüngeren Schwester Charlotte ab, wurde danach Nonne in Italien, musste das Klosterleben aber aufgrund ihrer schlechten Gesundheit aufgeben und starb 1924 im Alter von 29 Jahren.

## Abstammung und Jugend

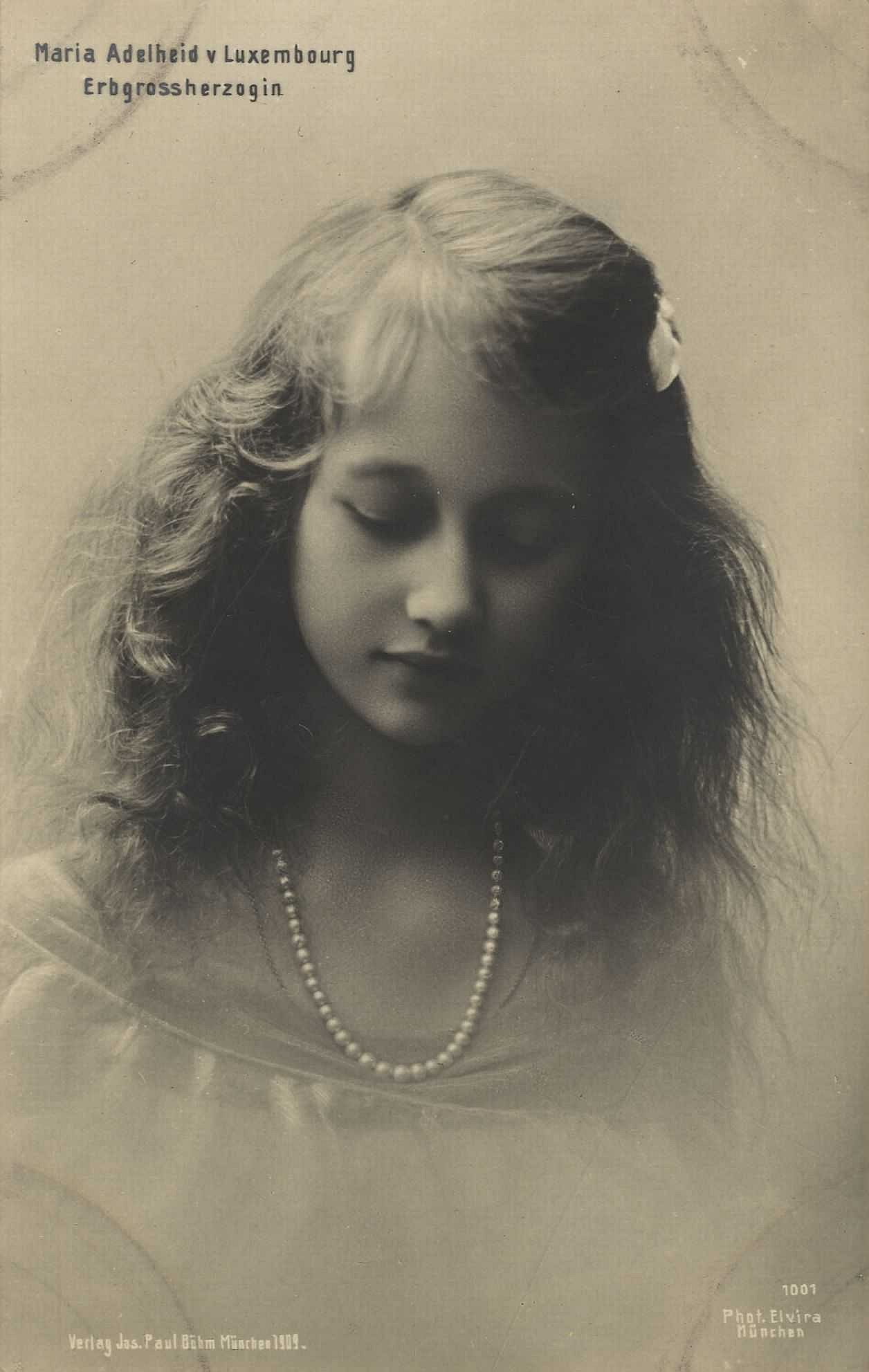
Erbgroßherzogin Maria-Adelheid 1909

Prinzessin Maria-Adelheid wurde als erste der sechs Töchter des Erbgroßherzogs Wilhelm IV. von Luxemburg und der Infantin Maria Anna von Portugal geboren. Während ihr Vater Protestant war, gehörte ihre Mutter dem katholischen Glauben an. Wie ihre fünf Schwestern wurde Maria-Adelheid katholisch erzogen.
Da abzusehen war, dass mangels männlichen Nachwuchses sämtliche Linien des Gesamthauses Nassau nach seinem Ableben aussterben würden, schaffte Wilhelm IV. 1907 mit Zustimmung des Parlaments das in Luxemburg gültige Salische Recht ab, um seine älteste Tochter zur Thronfolgerin ausrufen zu können. Diese Neuregelung war nicht unumstritten, da es Erbansprüche von Graf Georg von Merenberg auf die luxemburgische Krone gab, die dieser vehement, aber letztlich vergeblich vertrat.
Weil Wilhelm IV. von einer schweren Krankheit, einer schleichenden Lähmung, gezeichnet war, wurde seine Gemahlin Maria Anna am 13. November 1908 zur Regentin des Großherzogtums bestimmt. Maria Anna kümmerte sich aber vor allem um ihren kranken Ehemann. Sie vertraute Gouvernanten die Erziehung ihrer Töchter an, die auf den Schlössern Berg und Hohenburg aufwuchsen und von vielen Tanten besucht wurden, aber nur wenig Kontakt zu anderen Kindern hatten, hauptsächlich zu den Kindern der die großherzoglichen Güter betreuenden Gärtner.
Die schüchterne, bisweilen aber auch eigensinnige Maria-Adelheid unternahm gern ausgedehnte Spaziergänge, sammelte in einer Hütte, die im Park von Schloss Hohenburg lag, Schmetterlinge, Käfer und Schnecken und pflegte einige Zeit drei Bären, die später dem Münchner Zoo übereignet wurden. Sie hatte dunkelblaue Augen und hellbraunes Haar. Im Oktober 1911 reiste sie mit ihrer Mutter und ihrer Schwester Charlotte zur Hochzeit Zitas mit dem späteren österreichischen Kaiser Karl I., woraufhin sie nach der Aussage ihrer Mutter verkündete, dass sie ledig bleiben und eine Nonne werden wolle. Auf Schloss Berg fand sie dann in der lebhaften Gräfin Anna Montgelas eine neue Spielgefährtin.

## Großherzogin

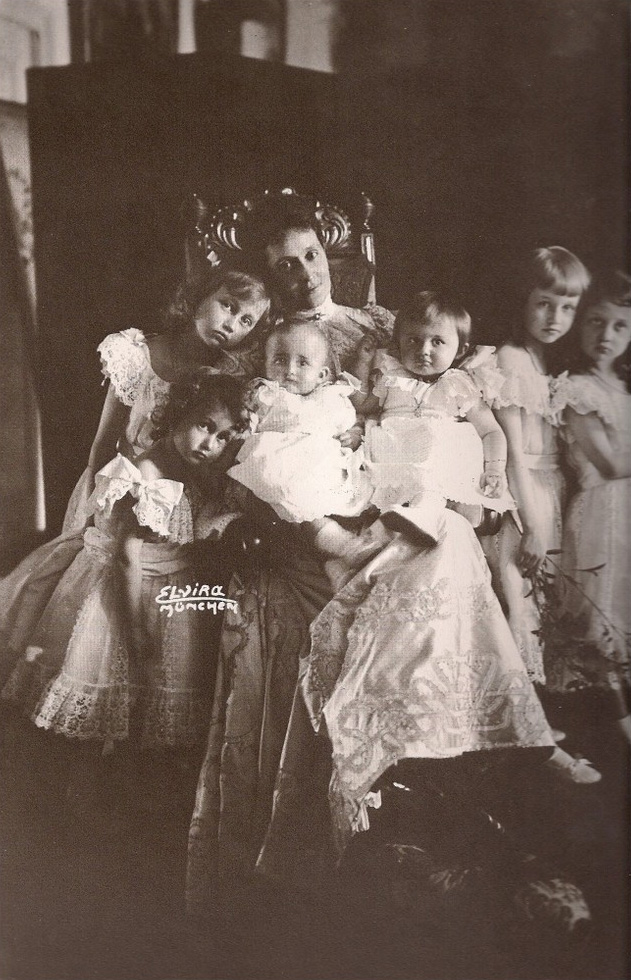
Maria-Adelheid (ganz links) als kleines Mädchen mit Mutter und Schwestern, 1902

Auch nach dem Tod ihres Vaters Wilhelm IV. am 25. Februar 1912 führte die Großherzogin Maria Anna die Regentschaft noch einige Monate bis zur Volljährigkeit Maria-Adelheids am 18. Juni 1912 weiter. Diese zog bei ihrem Regierungsantritt, von der Bevölkerung begeistert empfangen, in die luxemburgische Hauptstadt ein und legte den Eid auf die Verfassung ab. Mit Maria-Adelheid gab es erstmals seit dem 1296 geborenen Grafen Johann dem Blinden wieder einen innerhalb des Landes geborenen luxemburgischen Herrscher, worauf der sie vereidigende Präsident der Abgeordnetenkammer, Auguste Laval, in seiner Ansprache eigens hinwies.
Der seit 1888 die luxemburgische Politik maßgeblich beeinflussende Staatsminister und Regierungspräsident Paul Eyschen unterstützte die tief religiöse und zur eifrigen Katholikin gewordene 18-jährige Großherzogin loyal. Bald kam es zu schweren innenpolitischen Konflikten, denn anders als ihre unmittelbaren Vorgänger versuchte Maria-Adelheid, aktiv in die Regierungsgeschäfte einzugreifen, und empfand alle diesbezüglichen Akte als ernste Gewissensentscheidungen. So unterzeichnete sie 1912 ein neues Schulgesetz, das auf starken Widerstand der katholischen Kirche stieß, erst nach einigem Zögern. Dieses Verhalten trug ihr Kritik von Seiten liberaler und sozialistischer Abgeordneter ein.
Anfang 1913 besuchte Maria-Adelheid u. a. Venedig, Florenz, Rom und Neapel. Kurz danach reiste sie zu ihrem ersten offiziellen Staatsbesuch bei Großherzog Friedrich II. von Baden. Im Juni 1913 stattete sie dem belgischen König Albert I. und ein halbes Jahr später der niederländischen Königin Wilhelmina eine Visite ab. An eine Heirat dachte sie nicht.
Mitte August 1913 kam das Gerücht auf, die Verlobung von Maria-Adelheid mit dem Prinzen Heinrich von Bayern werde in „den nächsten Tagen […] offiziell verlautbart werden“, und das Brautpaar befinde „sich zurzeit auf Schloß Hohenburg in Bayern, wo dieser Tage die Verlobung gefeiert wurde“. Wenige Tage später wurde die Nachricht auch in Paris und München verbreitet, ohne dass jedoch eine offizielle Bestätigung des bayerischen Hofs vorlag. Ende August wurde die angebliche Verlobung von der Presse erneut aufgegriffen. Das Gerücht stellte sich schließlich als falsch heraus, was Medien und Öffentlichkeit jedoch nicht an weiteren Spekulationen hinderte.

## Erster Weltkrieg
Nach dem Ausbruch des Ersten Weltkriegs war Luxemburg trotz seiner Neutralität seit dem 2. August 1914 von deutschen Truppen besetzt. Obwohl Maria-Adelheid dagegen offiziell protestierte, erhielt sie von keinem anderen Land Unterstützung. Am Tag der Besetzung hielt sie sich in Colmar-Berg auf, eilte unverzüglich in die Hauptstadt und richtete von dort um 10.00 Uhr folgendes Telegramm an den Deutschen Kaiser Wilhelm II.:

„Das Großherzogtum wird in diesem Augenblick von deutschen Truppen besetzt. Meine Regierung hat sofort an zuständiger Stelle Protest eingelegt und Erklärungen der Gründe des Vorfalls gefordert. Ich bitte Ew. Majestät, diese Erklärungen zu beschleunigen und in jedem Falle die Rechte des Großherzogtums wahren zu wollen.“

Um 18.00 traf die Antwort des deutschen Reichskanzlers ein:

„Unsere militärischen Maßnahmen in Luxemburg bedeuten keine feindselige Handlung gegen Luxemburg, sondern lediglich Maßnahmen zur Sicherung der in unserem Betriebe befindlichen dortigen Eisenbahnen gegen Überfall der Franzosen. Luxemburg erhält für eventuellen Schaden volle Entschädigung. Bitte, dortige Regierung benachrichtigen.“

Auch Staatssekretär Gottlieb von Jagow äußerte sein Bedauern, dass zu „vorheriger Verständigung mit luxemburgischer Regierung […] bei der drohenden Gefahr leider keine Zeit mehr“ war, und versicherte, die kaiserliche Regierung leiste „Luxemburg vollen Schadenersatz für von uns verursachte Schäden“.
Am 11. September 1914 brachte Maria-Adelheid in ihrer Thronrede vor der Abgeordnetenkammer erneut ihren Protest gegen die deutsche Besetzung zum Ausdruck und sprach der Bevölkerung Mut zu:

„Wir alle sind erschüttert von dem furchtbaren Schauspiele des blutigen Krieges, in dem sich unsere Nachbarn zerfleischen. Unsere Neutralität ist verletzt worden. Ich und die Regierung haben uns beeilt, Protest zu erheben und den Protest zur Kenntnis der Garantiemächte zu bringen. Ich danke der Bevölkerung für ihre korrekte Haltung, durch die unliebsame Vorkommnisse vermieden wurden. Inmitten von Ereignissen, wo die Nachbarvölker Wunder der Tapferkeit für die Größe ihres Vaterlandes und für dessen Glück verrichten, wollen auch wir uns für das Vaterland einsetzen. Gott schütze unser teures Vaterland!“

Die Großherzogin hat das in ihrer Macht Stehende getan, um die Interessen Luxemburgs zu wahren. Trotzdem geriet sie später in den Verdacht einer deutschfreundlichen Haltung. Dazu mag beigetragen haben, dass sie Wilhelm II. auf sein Verlangen hin offiziell empfangen musste, als der Kaiser von Ende August bis Ende September 1914 sein Hauptquartier in Luxemburgs Hauptstadt aufschlug.
Während des Kriegs widmete sie sich mit ihrer Mutter und ihren Schwestern unter anderem persönlich der Krankenpflege und leitete das Luxemburgische Rote Kreuz.
Die luxemburgische Industrie hatte in erster Linie der Kriegsführung der Mittelmächte zu dienen; aufgrund der allgemeinen Versorgungskrise kam es zu Lebensmittelrationierungen. Widerstand gegen die deutschen Okkupanten wurde gewaltsam niedergehalten, doch konnte Maria-Adelheid verhindern, dass Exekutionen Oppositioneller erfolgten.

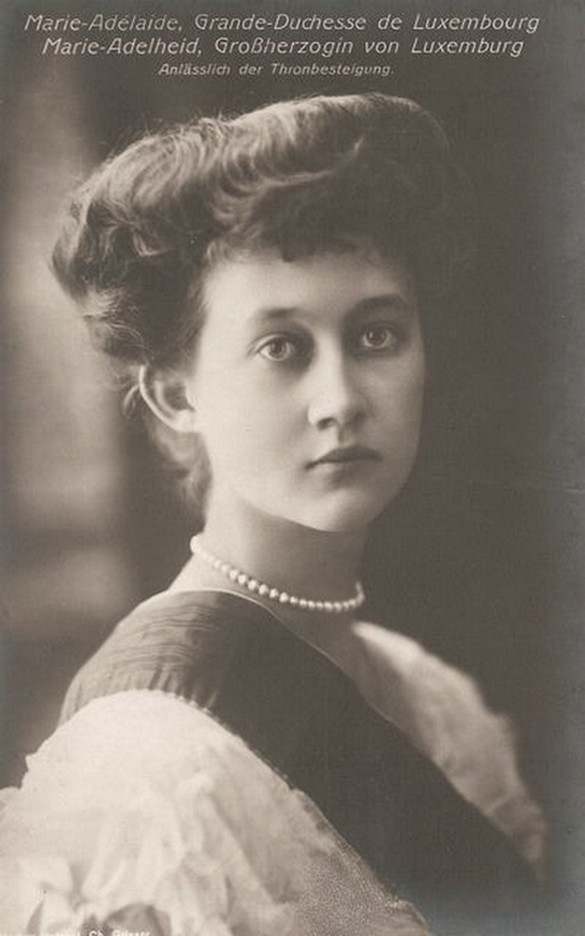
Großherzogin Maria-Adelheid von Luxemburg, Fotografie von Charles Griesser, 1912

Paul Eyschen starb im Oktober 1915, woraufhin es zu neuen innenpolitischen Auseinandersetzungen kam. Die Großherzogin stützte sich nun auf ein konservatives Kabinett unter Führung des seit dem 6. November amtierenden Staatsministers und Regierungspräsidenten Hubert Loutsch, der jedoch in der Abgeordnetenkammer keine Mehrheit besaß. Diese hatten vielmehr die linken Parteien inne, die unter anderem die Rationierungsmaßnahmen der Regierung ablehnten. Nachdem Maria-Adelheid das Parlament am 23. Dezember 1915 hatte auflösen lassen, erlitt die Linke zwar bei den darauffolgenden Neuwahlen Verluste, verfügte aber noch immer über eine knappe Majorität. Die Kammer entzog der Regierung Loutsch das Vertrauen, die daraufhin zurücktreten musste. Dem aus Konservativen, Liberalen und Sozialisten bestehenden neuen Kabinett, das am 24. Februar 1916 seine Regierungstätigkeit aufnahm, stand Victor Thorn vor. In der Folge verzichtete die Großherzogin auf die weitere Ausübung der ihr zustehenden Prärogative, hatte aber dennoch politische Attacken und Verleumdungskampagnen zu ertragen.
Im Herbst 1916 reiste Maria-Adelheid zum Schloss Königstein im Taunus, um kurzzeitig ihre kranke Großmutter väterlicherseits, Adelheid Marie von Anhalt-Dessau, zu besuchen, an deren Begräbnis sie einen Monat später teilnahm. Deshalb wurde sie wiederum von oppositionellen Politikern der Deutschfreundlichkeit beschuldigt. Inflation und Hungersnot steigerten sich unterdessen in Luxemburg derart, dass im Dezember 1916 der Landwirtschaftsminister Michel Welter zu Fall kam und bald danach die gesamte Regierung. Neuer Staatsminister wurde am 19. Juni 1917 Léon Kauffman, der ein liberal-konservatives Kabinett leitete. Die Nahrungsmittelknappheit und andere durch den Krieg verursachte Probleme blieben aber bestehen. Mit dem seit dem 28. September 1918 als Nachfolger Kauffmans fungierenden Émile Reuter verstand sich die Großherzogin sehr gut. Kurz darauf ging der Erste Weltkrieg zu Ende.

## Abdankung und spätere Jahre
Nach dem Abzug der Deutschen war Luxemburg zeitweilig von US-amerikanischen und französischen Truppen besetzt. Der amerikanische General John J. Pershing kam am 20. November 1918 in Luxemburg an und wurde von Maria-Adelheid empfangen. Die Großherzogin sah sich wieder durch Gegner der Monarchie, die von manchen alliierten Mächten unterstützt wurden, u. a. wegen ihres früheren Empfangs Kaiser Wilhelms II. mit dem Vorwurf einer prodeutschen Haltung konfrontiert, während in der Bevölkerung alle Sympathien für Deutschland erloschen waren. Die der Monarchin unterstellte Deutschfreundlichkeit komplizierte auch Luxemburgs Position gegenüber den Alliierten. Es gab vermehrt Gerüchte, dass Frankreich oder Belgien das kleine Land zu annektieren beabsichtigten.

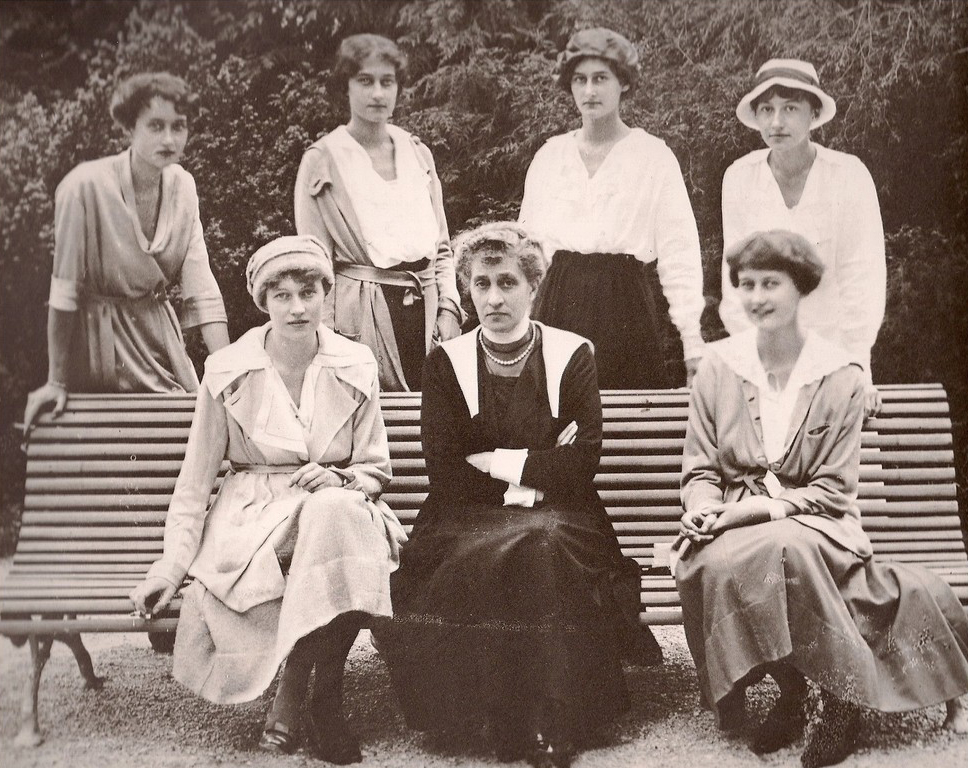
Maria-Adelheid mit ihrer Mutter und ihren Schwestern im August 1920

So kam es von November 1918 bis Januar 1919 zu revolutionären Unruhen. Schon am 11. November 1918 fand ein allerdings fehlgeschlagener Versuch eines selbsternannten Rats der Arbeiter und Bauern statt, eine kommunistische Republik auszurufen. Ein von radikalen Elementen organisierter Volksaufstand scheiterte zwar am 9. Januar 1919 ebenfalls, doch dankte Maria-Adelheid zur Rettung von Land und Dynastie noch am selben Tag ab. Am 13. Januar präsentierte sie den Ministern ihre Schwester Charlotte als ihre Nachfolgerin. Zwei Tage später legte Charlotte ihren Eid als luxemburgische Großherzogin ab, was im Referendum vom 28. September 1919 bestätigt wurde.
Ende Januar 1919 verließen Maria-Adelheid und Gräfin Anna Luxemburg, reisten zunächst nach Straßburg, dann nach Montreux und ließen sich im März in Villeneuve nieder. Im Mai mieteten sie ein kleines Haus in Spiez. Mit ihrer Schwester Antonia und Gräfin Anna ging Maria-Adelheid im Oktober 1919 nach Italien und traf in Rom mit Papst Benedikt XV. zusammen. Mitte 1920 sah sie ihre Mutter und ihre Schwestern in Hohenburg.
Maria-Adelheid trat nach päpstlichem Rat im Herbst 1920 in ein Karmeliterinnenkloster in Modena ein, wo sie das Rauchen aufgab. Kurz darauf wurde sie „melancholisch“ und krank. Sie erholte sich auf ihren Familiengütern, begab sich dann in ein Hospital der Kleinen Schwestern der Armen in Rom und pflegte dort Kranke und Alte. Aufgrund ihres schlechten Gesundheitszustands musste sie aber bald auf das Klosterleben verzichten. Ihre Tante Maria Antonia von Portugal überredete sie, einige Zeit mit ihr in einer einfachen Klosterpension in Einsiedeln zu leben, wo sie an einer von den Nonnen betriebenen Grundschule lehrte.
Im April 1922 siedelte Maria-Adelheid nach Schloss Hohenburg in Bayern über und wohnte hier am 14. November 1922 der Hochzeit ihrer Schwester Elisabeth mit Ludwig Philipp von Thurn und Taxis bei. Sie beschloss, sich zur Krankenschwester ausbilden zu lassen, und begann daher 1923 ein Medizinstudium an der Universität München. Als sie Mitte jenes Jahres wieder auf Schloss Hohenburg kam, zeigte sie Symptome von Paratyphus.
Im Kreis ihrer Familie starb die 29-jährige, unverheiratet und kinderlos gebliebene ehemalige Großherzogin am 24. Januar 1924. Ihr Leichnam wurde am 22. Oktober 1947 in die Krypta der Kathedrale von Luxemburg überführt.

## Vorfahren
| Ahnentafel Maria-Adelheid, Großherzogin von Luxemburg (1912–1919) | Ahnentafel Maria-Adelheid, Großherzogin von Luxemburg (1912–1919)                                             | Ahnentafel Maria-Adelheid, Großherzogin von Luxemburg (1912–1919)                                                | Ahnentafel Maria-Adelheid, Großherzogin von Luxemburg (1912–1919)                                          | Ahnentafel Maria-Adelheid, Großherzogin von Luxemburg (1912–1919)                                                     | Ahnentafel Maria-Adelheid, Großherzogin von Luxemburg (1912–1919)                                                  | Ahnentafel Maria-Adelheid, Großherzogin von Luxemburg (1912–1919)                                                  | Ahnentafel Maria-Adelheid, Großherzogin von Luxemburg (1912–1919)                                                       | Ahnentafel Maria-Adelheid, Großherzogin von Luxemburg (1912–1919)                                                       |
| ----------------------------------------------------------------- | --- | --- | --- | --- | --- | --- | --- | --- |
| Ururgroßeltern                                                    | Fürst Friedrich Wilhelm von Nassau-Weilburg (1768–1816) ⚭ 1788 Gräfin Isabelle zu Sayn-Hachenburg (1772–1827) | Herzog Friedrich von Sachsen-Altenburg (1763–1834) ⚭ 1785 Herzogin Charlotte zu Mecklenburg-Strelitz (1769–1818) | Erbprinz Friedrich von Anhalt-Dessau (1769–1814) ⚭ 1792 Prinzessin Amalie von Hessen-Homburg (1774–1846)   | Landgraf Wilhelm von Hessen-Kassel-Rumpenheim (1787–1867) ⚭ 1810 Prinzessin Louise Charlotte von Dänemark (1789–1864) | König Peter III. (Portugal) (1717–1786) ⚭ 1760 Königin Maria I. von Portugal (1734–1816)                           | König Karl IV. von Spanien (1748–1819) ⚭ 1765 Prinzessin Maria Luise von Bourbon-Parma (1751–1819)                 | Fürst Karl von Löwenstein-Wertheim-Rosenberg (1783–1849) ⚭ 1799 Gräfin Sophie zu Windisch-Grätz (1784–1848)             | Fürst Karl Ludwig von Hohenlohe-Langenburg (1762–1825) ⚭ 1789 Gräfin Amalie Henriette zu Solms-Baruth (1768–1847)       |
| Urgroßeltern                                                      | Herzog Wilhelm I. von Nassau (1792–1839) ⚭ 1813 Prinzessin Luise von Sachsen-Hildburghausen (1794–1825)       | Herzog Wilhelm I. von Nassau (1792–1839) ⚭ 1813 Prinzessin Luise von Sachsen-Hildburghausen (1794–1825)          | Prinz Friedrich August von Anhalt-Dessau (1799–1864) ⚭ 1832 Prinzessin Marie von Hessen-Kassel (1814–1895) | Prinz Friedrich August von Anhalt-Dessau (1799–1864) ⚭ 1832 Prinzessin Marie von Hessen-Kassel (1814–1895)            | König Johann VI. von Portugal (1767–1826) ⚭ 1785 Prinzessin Charlotte Joachime von Spanien (1775–1830)             | König Johann VI. von Portugal (1767–1826) ⚭ 1785 Prinzessin Charlotte Joachime von Spanien (1775–1830)             | Erbprinz Konstantin zu Löwenstein-Wertheim-Rosenberg (1802–1838) ⚭ 1829 Prinzessin Marie Agnes zu Hohenlohe (1804–1835) | Erbprinz Konstantin zu Löwenstein-Wertheim-Rosenberg (1802–1838) ⚭ 1829 Prinzessin Marie Agnes zu Hohenlohe (1804–1835) |
| Großeltern                                                        | Großherzog Adolph (1817–1905) ⚭ 1851 Prinzessin Adelheid Marie von Anhalt-Dessau (1833–1916)                  | Großherzog Adolph (1817–1905) ⚭ 1851 Prinzessin Adelheid Marie von Anhalt-Dessau (1833–1916)                     | Großherzog Adolph (1817–1905) ⚭ 1851 Prinzessin Adelheid Marie von Anhalt-Dessau (1833–1916)               | Großherzog Adolph (1817–1905) ⚭ 1851 Prinzessin Adelheid Marie von Anhalt-Dessau (1833–1916)                          | König Michael I. von Portugal (1802–1866) ⚭ 1851 Prinzessin Adelheid von Löwenstein-Wertheim-Rosenberg (1831–1909) | König Michael I. von Portugal (1802–1866) ⚭ 1851 Prinzessin Adelheid von Löwenstein-Wertheim-Rosenberg (1831–1909) | König Michael I. von Portugal (1802–1866) ⚭ 1851 Prinzessin Adelheid von Löwenstein-Wertheim-Rosenberg (1831–1909)      | König Michael I. von Portugal (1802–1866) ⚭ 1851 Prinzessin Adelheid von Löwenstein-Wertheim-Rosenberg (1831–1909)      |
| Eltern                                                            | Großherzog Wilhelm IV. (1852–1912) ⚭ 1893 Infantin Maria Anna von Portugal (1861–1942)                        | Großherzog Wilhelm IV. (1852–1912) ⚭ 1893 Infantin Maria Anna von Portugal (1861–1942)                           | Großherzog Wilhelm IV. (1852–1912) ⚭ 1893 Infantin Maria Anna von Portugal (1861–1942)                     | Großherzog Wilhelm IV. (1852–1912) ⚭ 1893 Infantin Maria Anna von Portugal (1861–1942)                                | Großherzog Wilhelm IV. (1852–1912) ⚭ 1893 Infantin Maria Anna von Portugal (1861–1942)                             | Großherzog Wilhelm IV. (1852–1912) ⚭ 1893 Infantin Maria Anna von Portugal (1861–1942)                             | Großherzog Wilhelm IV. (1852–1912) ⚭ 1893 Infantin Maria Anna von Portugal (1861–1942)                                  | Großherzog Wilhelm IV. (1852–1912) ⚭ 1893 Infantin Maria Anna von Portugal (1861–1942)                                  |
| Großherzogin Maria-Adelheid von Luxemburg (1894–1924)             | | | | | | | | |